# Atari Falcon
Atari Falcon 030 (ou simplesmente Atari Falcon) foi o último computador feito pela empresa Atari, lançado em 1992. Um modelo sofisticado da linha Atari ST, o computador é baseado na CPU Motorola 68030 e o processador digital de sinais Motorola 56001, distinguindo-o de outros microcomputadores na época. Ele inclui um novo sistema de gráficos programáveis VIDEL, que aumenta muito a qualidade gráfica.
Logo depois de seu lançamento, Atari empacotou o Sistema Operacional MultiTOS no sistema em adição do TOS. TOS permaneceu na ROM, enquanto MultiTOS foi fornecido em disquete e poderia ser instalado para inicializar a partir do disco rígido.
o Falcon foi descontinuado em 1993 quando a Atari decidiu focar completamente no seu novo console, Atari Jaguar. O computador vendeu em números relativamente baixos, os consumidores primários foram apenas amadores da empresa.

## Legado
Atari criou um número de protótipos do Falcon040 (baseado no mais capável e integrado FPU, Motorola 68040, e usando uma caixa microbox), mas o cancelou. A caixa microbox se assemelhava ao posterior PlayStation 2, até a abilidade de conseguir executá-lo verticalmente ou horizontalmente; É até referenciado nos formulários da patente do PS2.
Em 1995, a empresa de música C-LAB comprou os direitos do design de Hardware do Atari Falcon e começou a produzir suas próprias versões. O Falcon Mk I foi uma direta continuação do Atari Falcon 030 com TOS 4.04. O Falcon Mk II abordava um número de falhas no design original, Tornando-o mais adequado para usar em um estúdio de gravação.

## Galeria

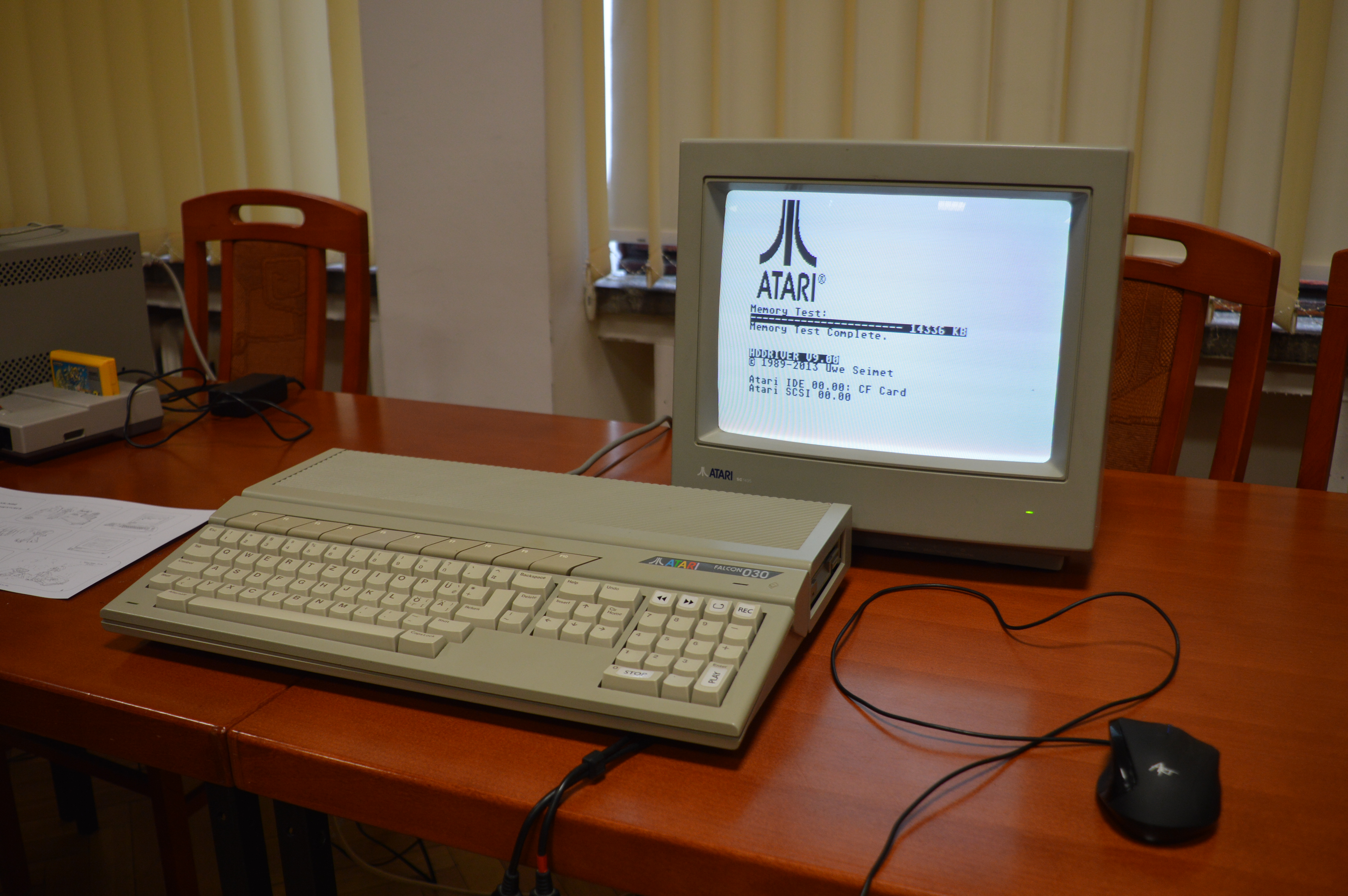
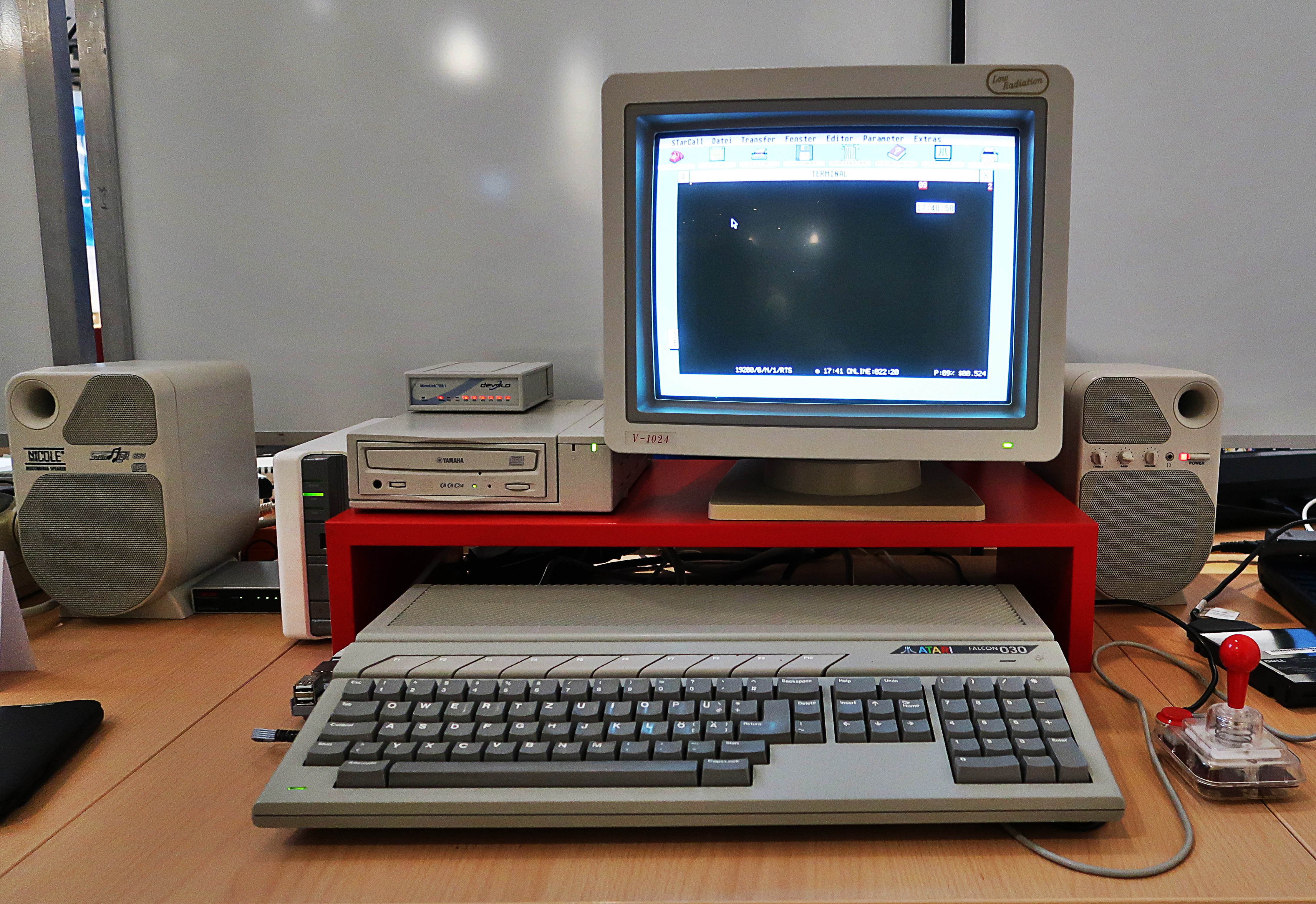
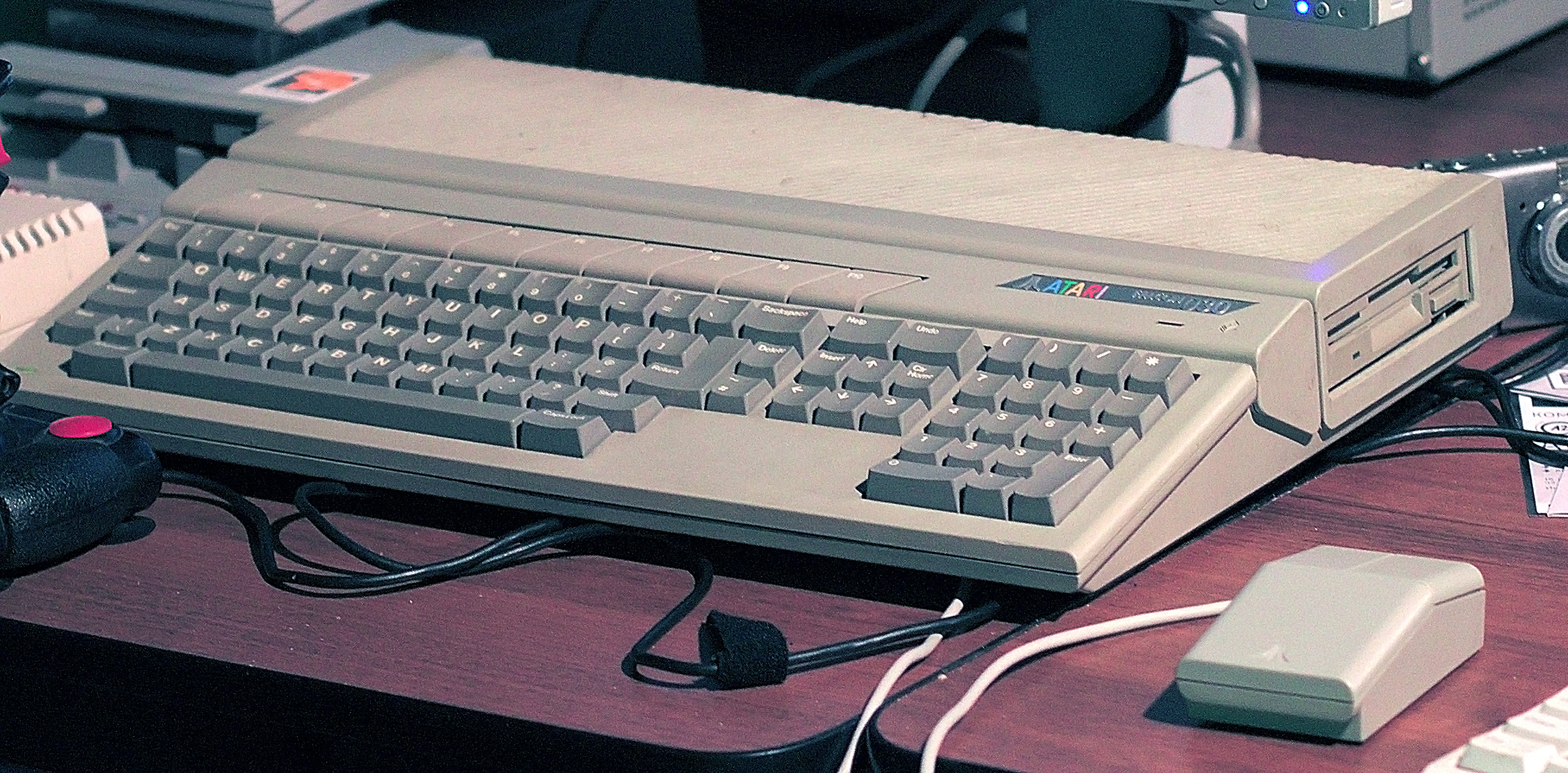
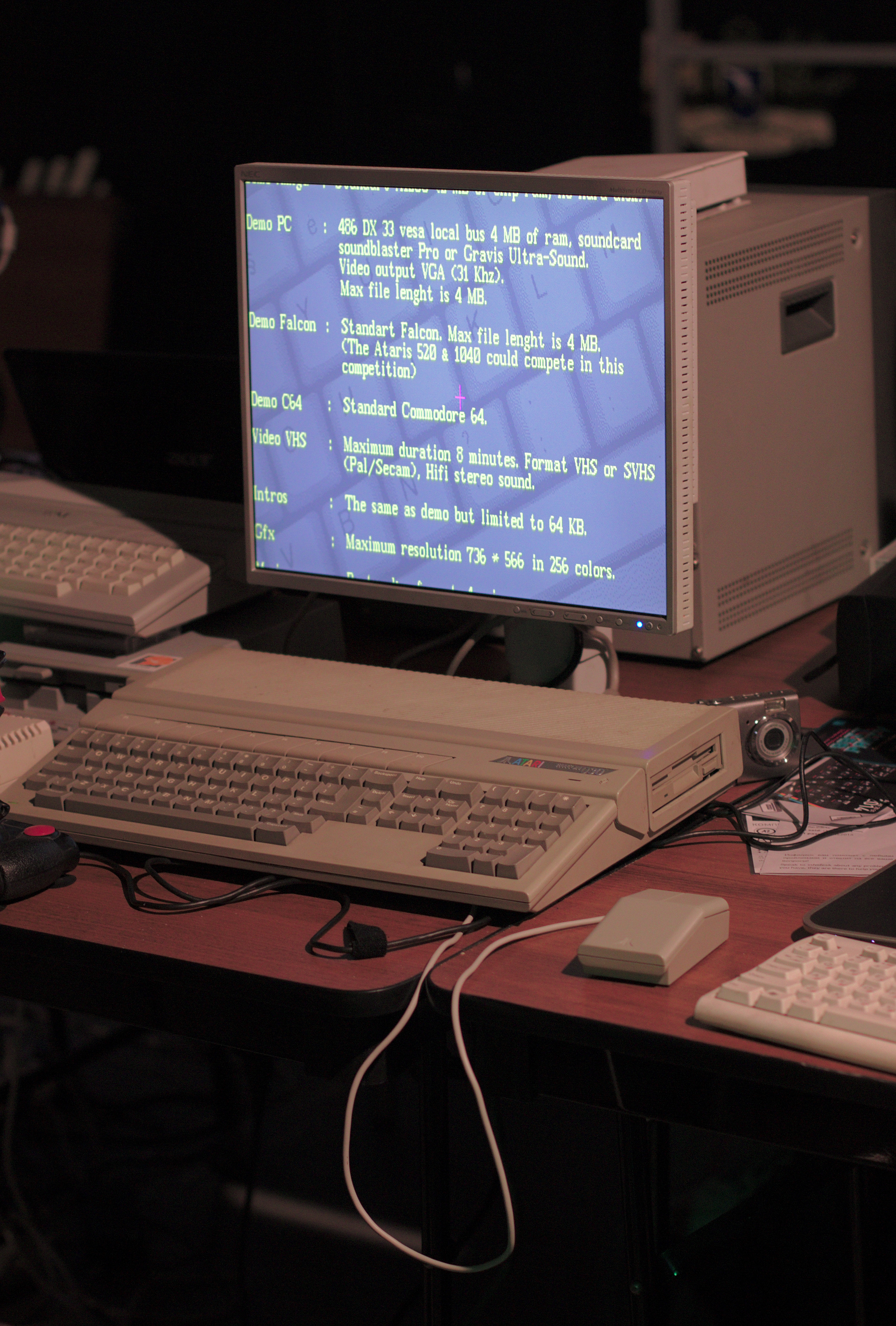